# كين أوين (طبال)
كين أوين (بالإنجليزية: Ken Owen)‏ هو طبال بريطاني، ولد في 23 أبريل 1970 في Billinge, Merseyside ‏ في المملكة المتحدة.

## وصلات خارجية
- كين أوين على موقع ميوزك برينز (الإنجليزية)
- كين أوين على موقع أول ميوزيك (الإنجليزية)
- كين أوين على موقع ديسكوغز (الإنجليزية)